# Nishiaizu
Nishiaizu (japanska: 西会津町?, Nishiaizu-machi) är en landskommun (köping) i Fukushima prefektur i Japan.  